# Alífero
En la mitología griega, Alífero o Halífero (Ἀλίφηρος) era un príncipe arcadio, hijo de Licaón. Fundó la ciudad de Alífera, en la región de Arcadia, que entonces estaba muy despoblada.
Al igual que sus hermanos destacaba por su impiedad, hasta tal punto que el mismo Zeus se dirigió a su palacio, disfrazado de mendigo o de agricultor, para comprobar si eran ciertos los rumores sobre sus atrocidades. Habiendo presenciado signos sobre la divinidad de su huésped, los hijos de Licaón decidieron asesinar a uno de sus hermanos (Níctimo) y servírselo de cena, mezclado con entrañas de animales, para así comprobar si era o no un dios. Pero Zeus, dándose enseguida cuenta de lo abominable del manjar, devolvió a la vida a Níctimo y fulminó con sus rayos a sus asesinos, o bien los convirtió en lobos.